# Діафрагмовий насос

Насос діафрагмовий (мембранний) (рос. насос диафрагмовый, англ. diaphragm pump; нім. Diaphragmapumpe, Membranpumpe f) — об'ємний насос, роль поршня у якому виконує гнучка пластина — діафрагма, закріплена по краях, деформація якої відбувається під дією важільного механізму. При вигині діафрагми в один бік відбувається всмоктування рідини, при вигині в інший — нагнітання. Діафрагмовий насос розвиває невеликий напір і знаходить застосування для водовідливу при будівельних роботах, а при невеликій подачі — як дозувальний у системах водоочищення та хімічній промисловості. Діафрагмові насоси застосовують для перекачування забруднених, хімічно активних і займистих рідин.

## Зображення

Анімація роботи насоса
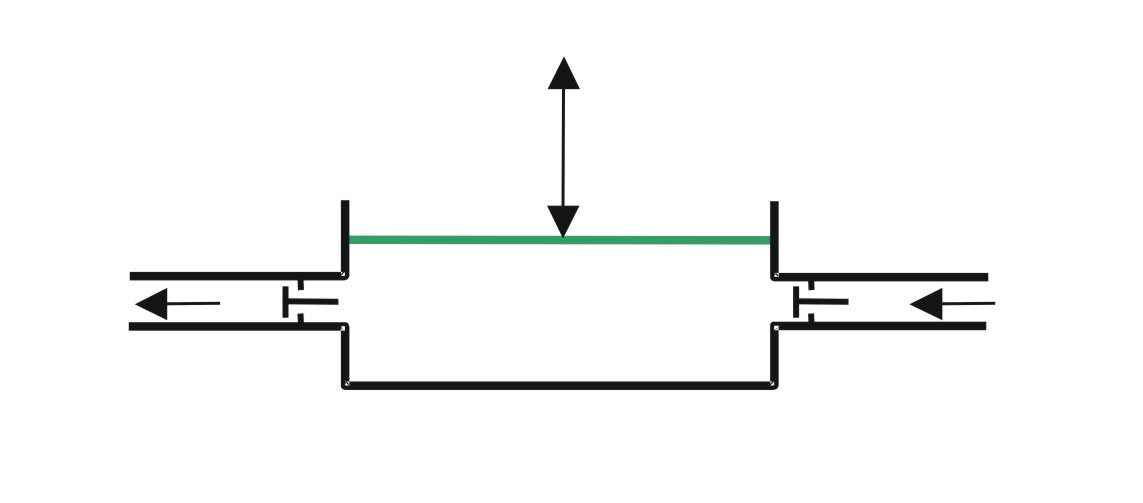
Принципова схема
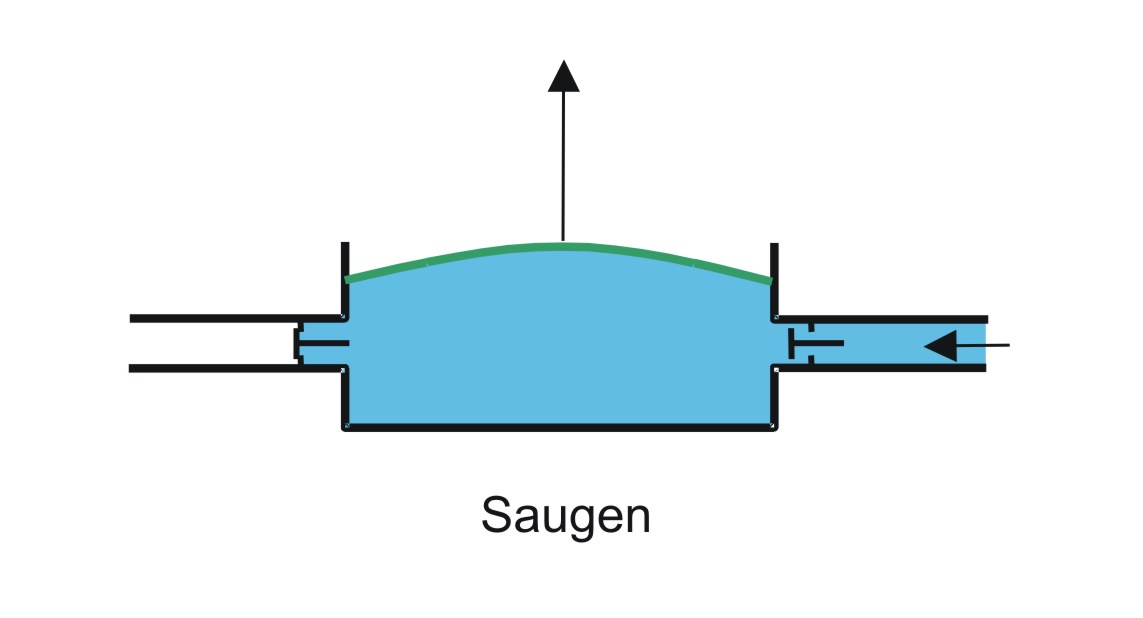
Фаза всмоктування.
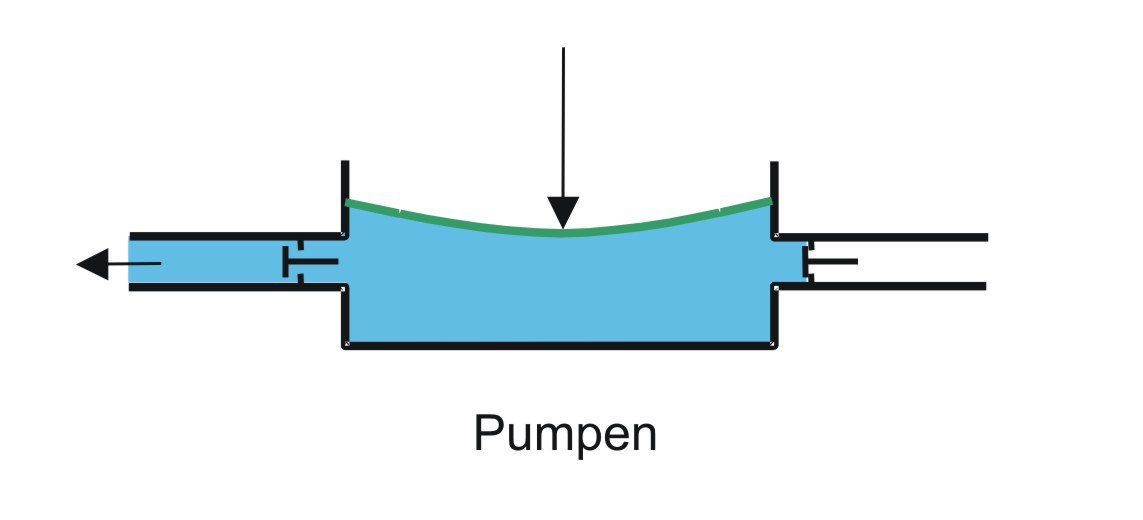
Фаза нагнітання.